# OM 6600
Le camion OM 6600 (6x6) ou ACP 56, dans la nomenclature militaire italienne, est un véhicule militaire lourd USA M139 (M139 Truck, Bridge) de la catégorie américaine M39, conçu par le constructeur américain Mack Trucks pour le transport des matériels nécessaires à la construction de ponts flottants.

## Contexte historique
Les camions américains de la série M39 furent construits en 1950 pour satisfaire la demande de l'US Army engagée dans la guerre de Corée. L'M139 a été produit sous licence également en Italie par la filiale du géant Fiat V.I., le constructeur OM de Brescia et adopté par l'Armée de terre italienne qui le baptisa selon sa nomenclature, ACP 56 (Autocarro Pesante - camion lourd 56, année de son homologation). La société OM en produit 430 exemplaires en 1956.
Les caractéristiques propres à ce véhicule étaient la robustesse, la capacité d'adaptation aux terrains les plus accidentés et la capacité de chargement ce qui incita l'Armée de terre italienne à en équiper, entre autres, le 2e Régiment du génie de Piacenza et Legnago, spécialisés dans la construction de ponts flottants, et la 3e Brigade de missiles "Aquileia" comme porteur des ogives nucléaires des missiles balistiques MGR-1 Honest John et MGM-52 Lance. Le dernier exemplaire en service dans l'Armée italienne a été radié en 1992.

## Caractéristiques techniques de l'OM 6600
Le camion OM 6000 était extérieurement identique au modèle américain M139. La seule différence résidait dans les jantes des roues avant qui étaient semblables à celles utilisées en Italie pour les camions civils.
Les différences les plus importantes se trouvaient au niveau mécanique. En effet, le moteur américain essence Continental R6602 était un 6 cylindres de 9.865 cm3 développant 244 Ch tandis que le modèle OM montait un moteur essence Fiat 6 cylindres type 203 de 10.676 cm³ et une puissance de 220 Ch.
Bien que classé dans la catégorie 5 tonnes, leur portée réelle était bien supérieure, 9.140 kg, avec une possibilité de tracter une remorque de 14.000 kg sur route ou 7.500 kg en tout terrain.